# 1687 Glarona
Glarona (asteróide 1687) é um asteróide da cintura principal com um diâmetro de 33,93 quilómetros, a 2,5753361 UA. Possui uma excentricidade de 0,1826546 e um período orbital de 2 042,83 dias (5,59 anos).
Glarona tem uma velocidade orbital média de 16,77948372 km/s e uma inclinação de 2,64101º.
Esse asteróide foi descoberto em 19 de Setembro de 1965 por Paul Wild.